# Коллинг, Мэри
Мэри Мария Коллинг (20 августа 1804, Тависток, Англия — 6 августа 1853, там же) — британская поэтесса.

## Биография
Родилась в семье земледельца. С десяти лет училась в школе для девочек, где она научилась читать, писать и рукоделию. В четырнадцать лет получила должность горничной.
В 1831 году привлекла внимание писательницы Анны Элизы Брей, показав ей свои стихи, одно из которых было написано под вдохновением проповеди о «силе Божьей, явившейся в сотворении мира». А. Брей помогла ей опубликовать стихи и считала её своим другом, несмотря на большую разницу между их сословиями, что в то время препятствовало более близким отношениям.
Единственная опубликованная книга стихов М. Коллинг — «Басни и другие стихотворные произведения», которые включали обучение ценностям и описания сельской жизни.
Позднее у Мэри Коллинг возникли проблемы со здоровьем, некоторое время она находилась в психиатрической больнице, затем жила со своими родителями в Тавистоке и умерла от водянки в возрасте сорока восьми лет.